# Santissimo Nome di Maria a Via Latina (titre cardinalice)
Ne doit pas être confondu avec Santissimo Nome di Maria al Foro Traiano (titre cardinalice).
Le titre cardinalice de Santissimo Nome di Maria a Via Latina (Très saint nom de Marie à la via Latina) est érigé par le pape Jean-Paul II le 25 mai 1985.
Il est rattaché à l'église Santissimo Nome di Maria qui se trouve dans le quartier de l'Appio-Latino à Rome.

## Titulaires
- Paulos Tzadua (1985-2003)
- Gaudencio Rosales (2006-)